# Washington, D.C.
Washington, D.C. (anglická výslovnost [ˈwɑːʃɪŋtən ˌdiːˈsiː], česká výslovnost [vošinkton; vašinkton]), často označovaný zkráceně jen jako Washington, je hlavní město Spojených států amerických, sídlo prezidenta, Kongresu a Nejvyššího soudu. Zaujímá celé území federálního distriktu District of Columbia (zkráceně D.C., česky Kolumbijský okrsek), nacházejícího se na východě Spojených států, v Jihoatlantské oblasti jižního regionu USA. Na severu a východě hraničí s Marylandem, přirozenou jihozápadní hranici s Virginií tvoří řeka Potomac. V roce 2020 byl Washington se svými přibližně 750 000 obyvateli 20. nejlidnatějším městem ve Spojených státech. V celé metropolitní oblasti, která je sedmá největší v zemi a zasahuje i do sousedních států, však žije více než 6 milionů obyvatel. Město zároveň představuje jižní okraj megapole BosWash.
Založeno bylo roku 1790, jeho jméno vzniklo jako pocta prvnímu prezidentovi USA Georgi Washingtonovi. Hlavním městem Spojených států je od roku 1800, předtím mělo obdobné postavení osm jiných měst. V distriktu vládne starosta a třináctičlenná rada. Místní zákony ovšem ovlivňuje také americký Kongres. Distrikt volí jednoho delegáta bez hlasovacího práva do Sněmovny reprezentantů, v Senátu ovšem žádného zástupce nemá.
Nejvýznamnějšími budovami ve Washingtonu jsou Bílý dům, úřední sídlo prezidenta USA, Kapitol, sídlo Kongresu, a budova Nejvyššího soudu. Washington rovněž disponuje množstvím památníků (věnovaným nejčastěji bývalým prezidentům či obětem válek) a honosnými církevními stavbami, což z něj dělá oblíbenou turistickou destinaci. Většina administrativních budov a památníků je koncentrována na rozlehlém National Mallu, podobně jako nespočet muzeí spadajících pod Smithsonův institut. Na území Washingtonu nestojí žádné mrakodrapy, které jsou v jiných městech USA typické. To je zapříčiněno nařízením, díky kterému nesmí výška budov přesáhnout šířku přilehlé ulice o více než 20 stop (6,1 m). Převládají zde budovy veřejných institucí a budovy administrativní. Zástavba výškovými budovami začíná až za řekou Potomac ve virginském Arlingtonu, kde se nachází také Pentagon či Arlingtonský národní hřbitov.

## Etymologie
Všeobecně známé je, že Washington, D.C. nese své jméno podle prvního prezidenta George Washingtona, který také vybral jeho umístění. Méně známý je význam zkratky D.C. neboli District of Columbia. „District“ označuje oblast okresu, na kterém mělo být a bylo podle ústavy Spojených států vybudováno nové hlavní město Unie. „Columbia“ je dobové poetické označení pro vznikající Spojené státy americké. District of Columbia tedy znamená Oblast Spojených států amerických.

## Historie
Do 17. století sídlil na území Washingtonu indiánský kmen Algonkinů. Od konce 17. století zde vznikaly první osady přistěhovalců. Roku 1749 bylo založeno blízké město Alexandria v tehdejší britské kolonii (a pozdějším unijním státě) Virginii.

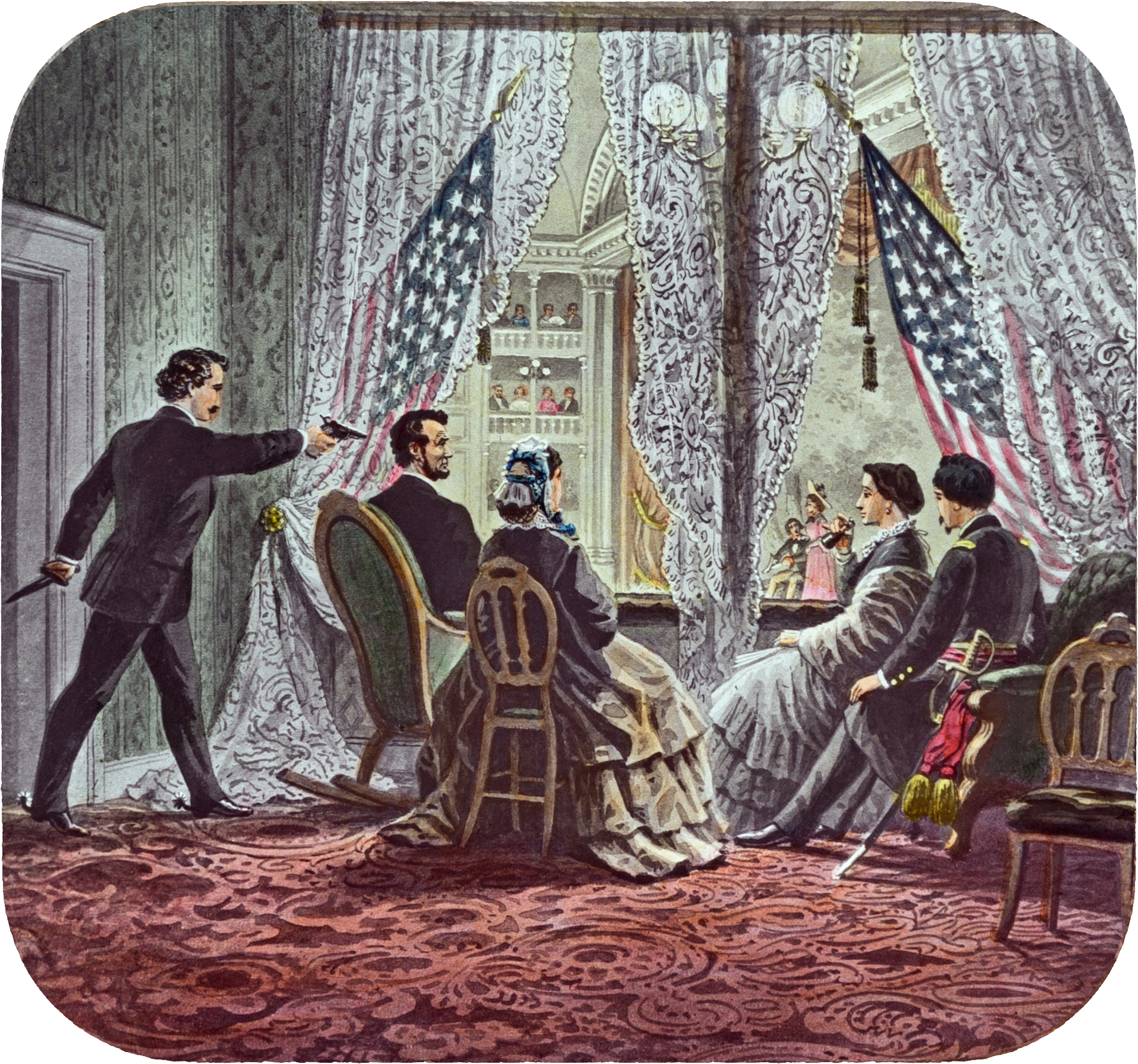
Zavraždění Abrahama Lincolna ve Fordově divadle

V roce 1790 vybral George Washington toto místo pro stavbu budoucího hlavního města. O rok později představit architekt Pierre Charles L'Enfant plán města. Vláda se sem přesunula v roce 1800, krátce poté, co byl dokončen Kapitol a prezidentem byl John Adams. Za druhé Britsko-americké války byl 24. srpna 1814 Washington těžce poničen. Kvůli územnímu rozdělení má dnes Washington dvě třetiny své původní polohy. Kupříkladu Alexandria byla vrácena Virginii roku 1846.
Otroctví bylo v Kolumbijském okrsku bylo zrušeno v roce 1862, o několik měsíců dříve než v ostatních státech Unie. Během americké občanské války bylo město proti jednotkám jižanských Konfederovaných států amerických ubráněno. Pět dnů po konci války, 14. dubna 1865, byl při slavnostním představení ve Fordově divadle ve Washingtonu zavražděn prezident Abraham Lincoln.

Na přelomu 19. a 20. století proběhla výstavba mnoha významných staveb a symbolů města, včetně Washingtonova monumentu či Knihovny kongresu. V meziválečném období došlo v důsledku sílícího postavení Spojených států ve světě k významnému rozkvětu města.

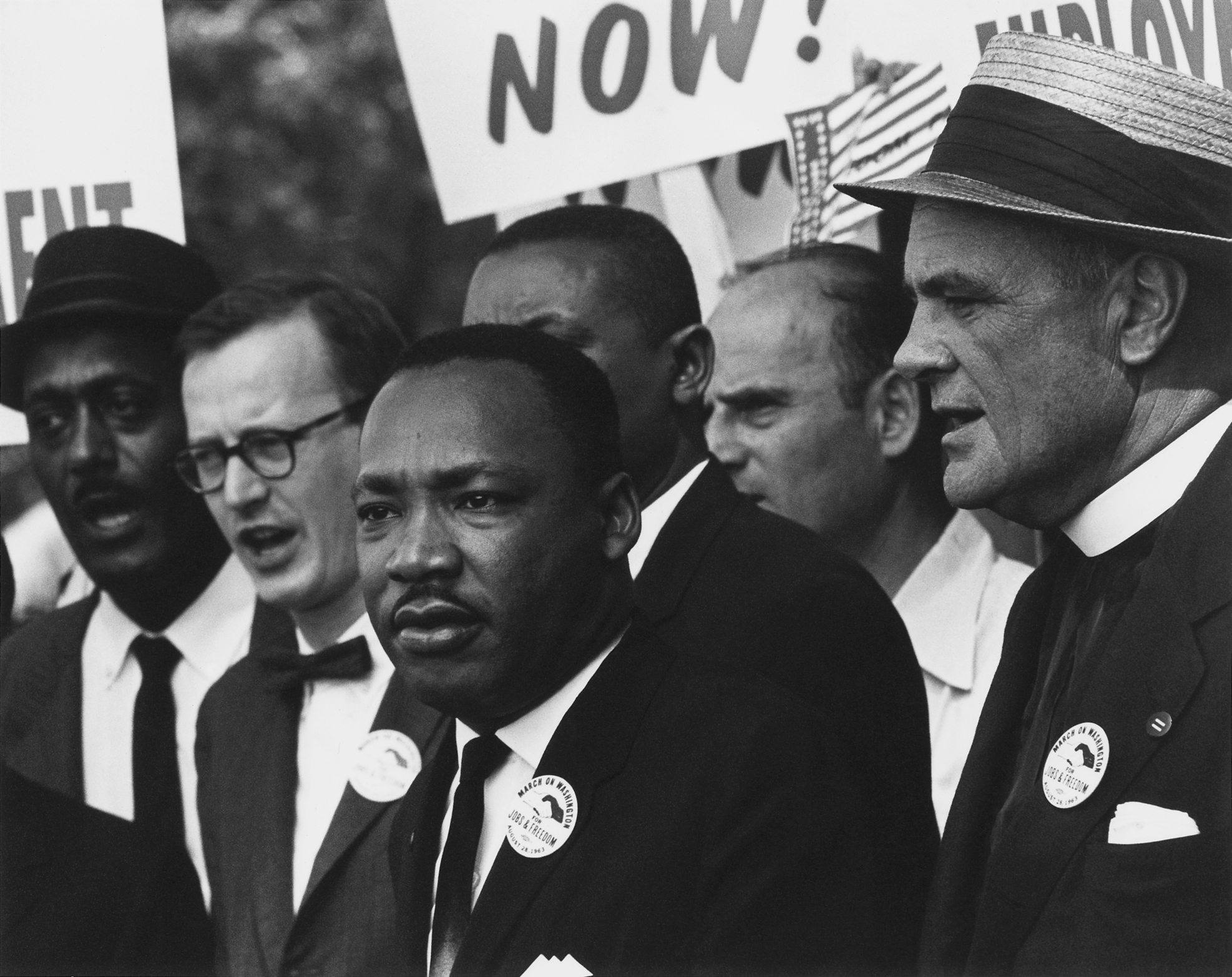
Martin Luther King na Pochodu na Washington za práci a svobodu

V léte roku 1963 se na National Mallu uskutečnil Pochod na Washington za práci a svobodu, masivní manifestace za občanská práva Afroameričanů. Při této příležitosti pronesl Martin Luther King na schodech před Lincolnovým památníkem slavný projev „I Have a Dream“. Po jeho zavraždění v roce 1968, kdy přibližně 70 % populace města tvořili Afroameričané, došlo k velkým nepokojům.
V první polovině 70. let Washingtonem i celým národem otřásla Aféra Watergate, která vyústila v první rezignací amerického prezidenta v historii (Richard Nixon odstoupil v roce 1974).V roce 1976 zahájilo provoz washingtonské metro.
V devadesátých letech se hlavní město potýkalo s vysokou kriminalitou, aktivitou gangů a distribucí drog. Proto si vysloužilo nelichotivou přezdívku Murder Capital. V rámci útoků 11. září 2001 jedno z letadel narazilo do Pentagonu v sousedním Arlingtonu. Let United 93, který se díky zásahu odvážných pasažérů zřítil "jen" do polí, měl podle spekulací narazit do Kapitolu či Bílého domu.
V roce 2020 v důsledku zavraždění Afroameričana George Floyda policistou Derekem Schauvinem Washingtonem, podobně jako celou zemí, otřásaly několikadenní protesty hnutí Black Lives Matter. V lednu 2021 vtrhl dav radikálních příznivců Donalda Trumpa do budovy Kapitolu na protest výsledku prezidentských voleb v roce 2020.

## Poloha a přírodní podmínky
Washington leží na soutoku řek Potomac a Anacostia mezi státy Maryland a Virginie na východním pobřeží Spojených států. Rovinatý až mírně zvlněný povrch města je charakterizován velkým množstvím zelených ploch od centrálního National Mallu až po jednoznačně největší park ve městě Rock Creek Park rozkládající se v severní části sídla.
Město má mírné oceánské klima, zimy bývají chladné se spoustou sněhu, naopak léta horká a vlhká. Tato kombinace je důvodem častých bouřek a příležitostných tornád ve městě. Hurikány bývají díky lokaci města poměrně slabé, nebezpečné ovšem může být rozvodnění řeky a případné záplavy.

## Charakter města
Washington je město uměle vytvořené podle plánu architekta Pierra Charlese L'Enfanta. Je rozdělený do čtyř kvadrantů, za jejich střed je považována budova amerického parlamentu Kapitol. Centrum města tvoří promenáda National Mall vedoucí od Kapitolu k památníku Abrahama Lincolna. Při procházce parkem návštěvníci projdou okolo nejvýznamnějších institucí země, ale také kolem muzeí, galerií, památníků a soch.

Zákon z roku 1910 nepovoluje stavbu budov, které by byly o více než 20 stop vyšších než šířka ulice, jedinou výjimku tvoří ikona města Washingtonův monument vysoký 169 metrů.

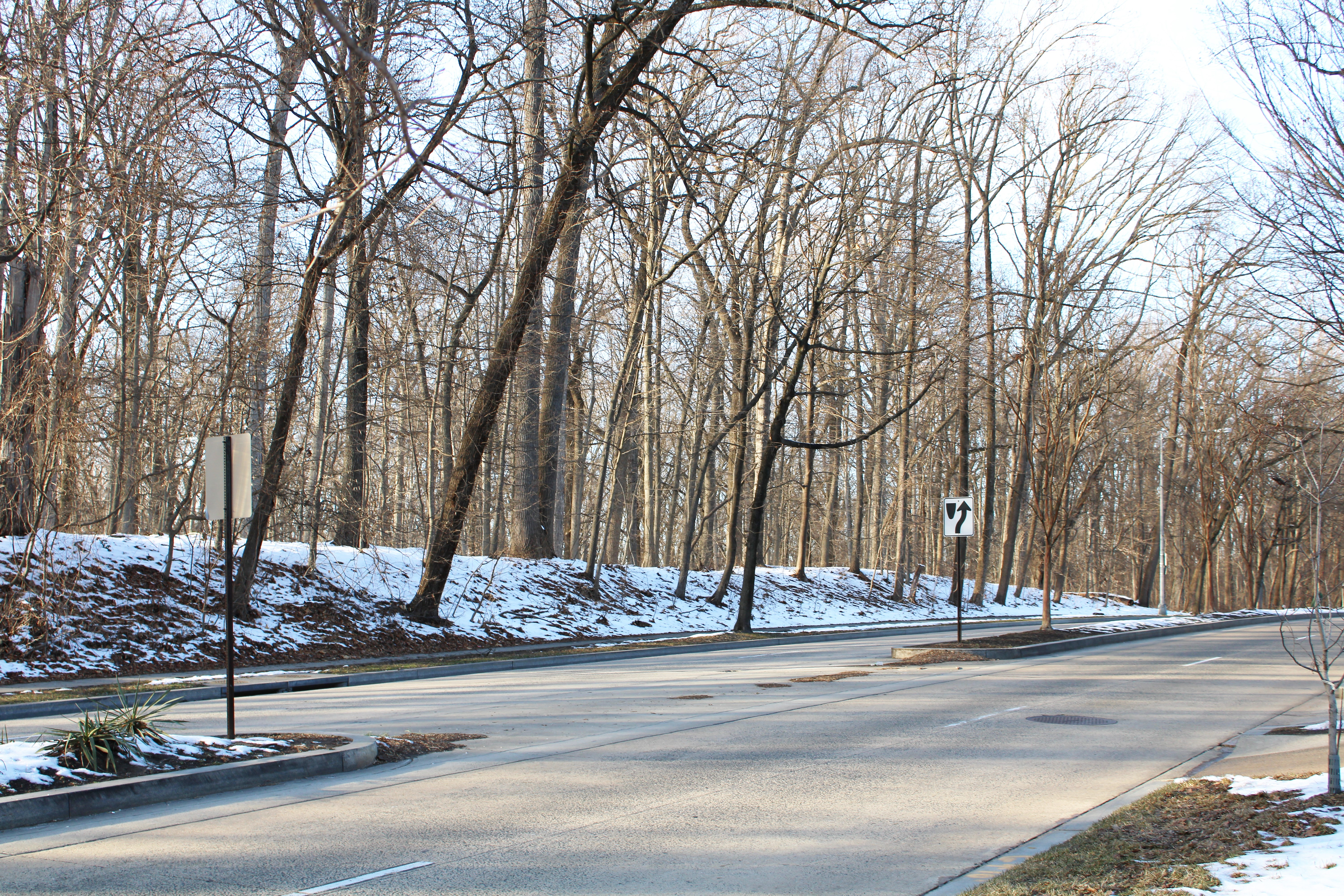
Zasněžený Rock Creek Park

Město působí klidným, příjemným dojmem, z velké části ho tvoří upravené travnaté plochy a parky. Krása města je také ještě znásobena na jaře, kdy v celém městě kvetou japonské třešně sakury, které roku 1912 Washingtonu daroval tokijský starosta.
Celkově Washington jakožto hlavní město podtrhuje národní hrdost a individualitu. Kromě nejdůležitějších státních budov tu najdeme nespočet odkazů na americkou historii včetně mnoha památníků bývalých představitelů USA.

### Architektura
Architektura města je velmi rozmanitá. Mísí se tu zejména klasicistní, georgiánská, neogotická a moderní architektura. Šest z nejoblíbenějších amerických budov (podle výzkumu organizace American Institute of Architects z roku 2007) se nachází právě ve Washingtonu. Patří mezi ně Bílý dům, katedrála sv. Petra a Pavla, památník Thomase Jeffersona, Kapitol, Lincolnův památník a Památník vietnamských veteránů. 

## Městské části

### National Mall a centrum města
Centrum Washingtonu, D.C. tvoří rozlehlá a upravené veřejné prostranství National Mall, která je populární mezi turisty i místními k pořádání pikniků, provozování sportovních aktivit či poznávání památek, jejichž značné množství se nachází právě zde. National Mall začíná se rozprostírá od Lincolnova památníku při břehu Potomacu na západě až ke Kapitolu na východě a je lemován několika hojně navštěvovanými muzei spravovanými Smithsonovým institutem. Nachází se zde rovněž Národní archiv uchovávající Ústavu, Listinu práv a Deklaraci nezávislosti. Ve středu prostranství najdeme ikonický Washingtonův monument a Památník obětem druhé světové války. Kromě toho zde leží množství dalších památníků připomínajících oběti válečných konfliktů napříč americkou historii.

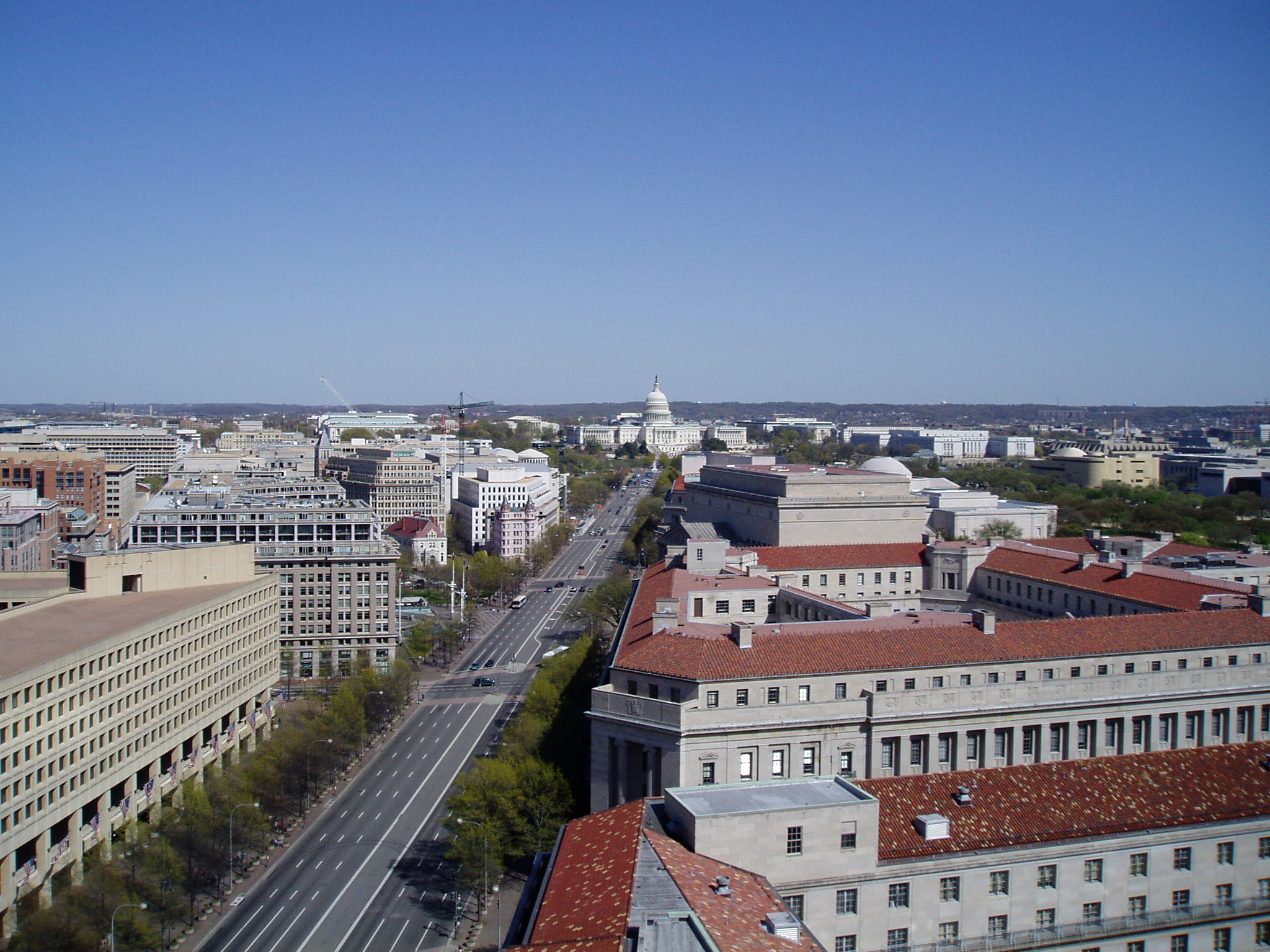
Pohled na Pennsylvania Avenue z věžě Staré Pošty se sídlem FBI nalevo a Kapitolem v pozadí

Přilehlá nádrž Tidal Basin je lemována třešněmi, jež na jaře krásně kvetou a lákají fotografy z celého světa. Zde lze narazit na památníky věnované F.D. Rooseveltovi, Martinu Lutheru Kingovi a v neposlední řadě i Thomasu Jeffersonovi. Jen několik bloků směrem na východ se rozkládá nově vybodovaný nábřežní komplex moderních budov The Wharf, který nabízí rybí trh a mnoho luxusních restaurací. Populární je i nedaleké Spy Museum, které však již nespadá pod Smithsonův institut, a nenabízí tedy vstup zdarma.
Ekonomické centrum města leží na sever od National Mallu a je charakterizováno elegantními dlouhými bulváry, kde se nachází nejrůznější restaurace a úřední budovy. Slavná diagonální ulice Pennsylvania Avenue začíná u Kapitolu a protíná i Lafayette Square, pojmenované po francouzském markýzi de La Fayette, kde leží na slavné adrese 1600 Pennsylvania Avenue Bílý Dům. Na této třídě se nachází i Stará Pošta (v současnosti přestavěna na luxusní hotel) a sídlo FBI. V nedalekém Fordově divadle byl zastřelen Abraham Lincoln.
Severozápadně od National Mallu se rozkládá čtvrť Foggy Bottom, významné vládní i kulturní centrum. Sídlí zde Ministerstvo zahraničí USA a také Kennedyho centrum, prestižní scéna, která je domovem Národního symfonického orchestru i Národní opery ve Washingtonu. V oblasti se nachází rovněž slavný komplex Watergate, spojený se skandálem ze 70. let.

### Capitol Hill
Historická čtvrť Capitol Hill, která se rozkládá pod ikonickou kupolí Kapitolu, je sídlem Senátu, Sněmovny reprezentantů, neoklasicistní budovy Nejvyššího soudu a Knihovny Kongresu. Oblast je také proslulá červenou cihlovou tržnicí Eastern Market, kde během týdne najdete prodejce potravin, masa a sýrů, zatímco o víkendech se zde prodávají rukodělné výrobky a starožitnosti. Elegantní historické ulice tvoří jednu z nejstarších obytných částí města.

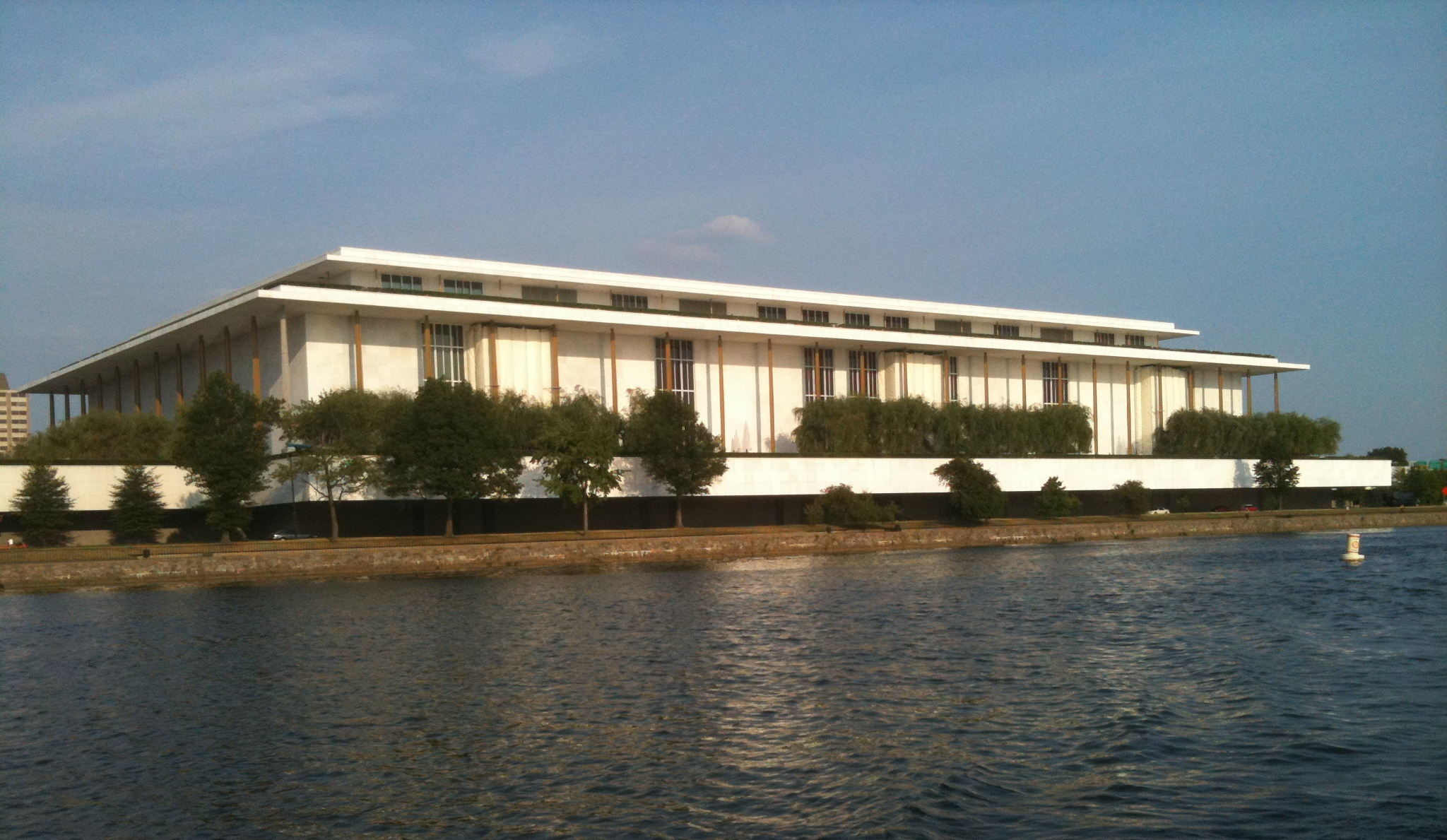
Kennedyho centrum z Potomacu

### Dupont Circle a Logan Circle
Obě tyto čtvrti rozkládající se severně od centra města dostaly svůj název z toho důvodu, že jejich centry jsou dva velké kruhové objezdy se zeleným prostranstvím uvnitř. 
Dupont Circle je rezidenční čtvrť, která láká milovníky gastronomie i noční zábavy. Na Connecticut Avenue najdeme pestrou nabídku restaurací, kaváren, knihkupectví, barů a tanečních klubů. Massachusetts Avenue zase vyniká velkolepými sídly ambasád, zejména v části označované jako Embassy Row. V georgiánské budově Phillipsovy sbírky lze obdivovat díla impresionistů i významných moderních umělců.
Logan Circle patří mezi nejoblíbenější části města a přitahuje množství mladých lidí svými stylovými obchody s bytovými doplňky, moderními restauracemi, gay bary i hospodami nabízejícími piva z místních minipivovarů. V renomovaném Studio Theatre se uvádějí progresivní inscenace a pořádají kurzy herectví. Okolo stejnojmenného zelení obklopeného kruhového objezdu se rozkládají půvabné a dobře zachované viktoriánské domy.

### Georgetown

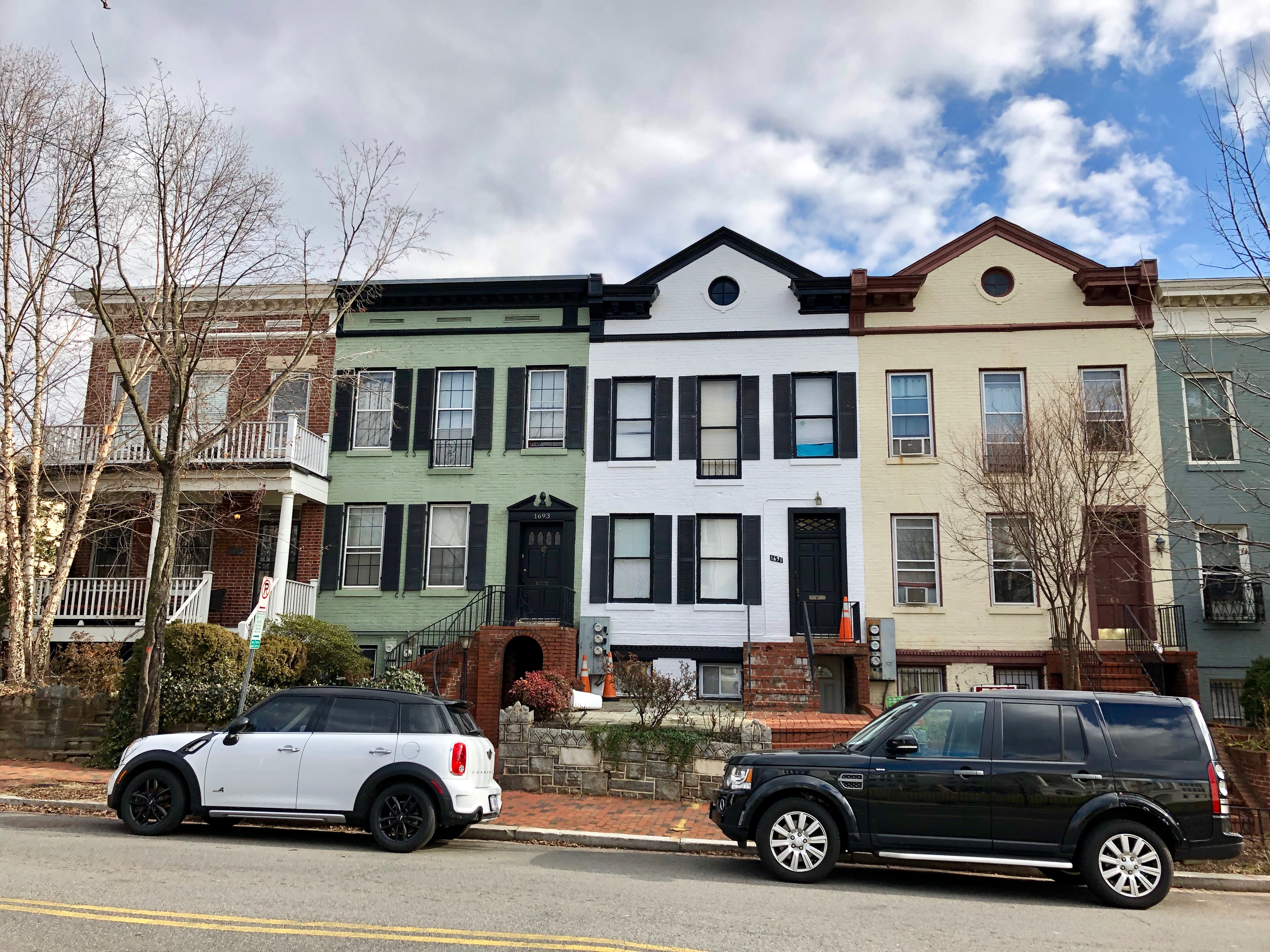
Pestrobarevné koloniální domy v Georgetownu

Elegantní historická čtvrť Georgetown nesoucí jméno po Georgi Washingtonovi se díky svým malebným ulicím lemovaným pestrobarevnými koloniálními domky těší velké oblibě u turistů. Nachází se zde množství malých pekáren a kaváren či luxusních hotelů. Oblíbené je i upravené nábřeží u řeky Potomac, úzké schody známé z filmu Vymítač ďábla (1973) či kamenný Old Stone House, jedna z nejstarších staveb města. Značnou část této čtvrti zabírá rozlehlý kampus prestižní Georgetownské univerzity.

### Adams Morgan
Adams Morgan je nezávislá multikulturní čtvrť soustředěná kolem 18. ulice, která ožívá především po setmění. Nachází se zde rozmanité bary, hudební kluby i mezinárodní restaurace nabízející vše od vietnamských specialit po etiopskou kuchyni, stejně jako stánky s pizzou či falafelem otevřené do pozdních nočních hodin. Cihlové řadové domy – ať už zářivě barevné, nebo originálně pomalované – ukrývají nezávislá knihkupectví, stylové kavárny, či retroobchody.

### Západ města
Západní část města je charakterizována prominentními rezidenčními oblastmi, které disponují velkými historickými domy a upravenými zahradami. Dominantou je novogotická Washingtonská národní katedrála, svatostánek episkopální církve, kde se konají pohřby amerických prezidentů. V této oblasti také sídlí většina zahraničních ambasád.

### Východ města
Východní část města, která je od západu de facto odloučena rozlehlým Rock Creek Parkem, je hustě osídlená a skýtá méně zelených ploch. Některé čtvrti, zejména v okolí řeky Anacostia, jsou nechvalně proslulé pro vysokou zločinnost. V posledních letech se nicméně situace i vlivem gentrifikace zlepšuje. Na severovýchodním okraji města leží velkolepá novobyzantská katolická Bazilika Neposkvrněného početí Panny Marie s přilehlou Americkou katolickou univerzitou. V její blízkosti lze navštívit i historický dům Abrahama Lincolna.

## Obyvatelstvo

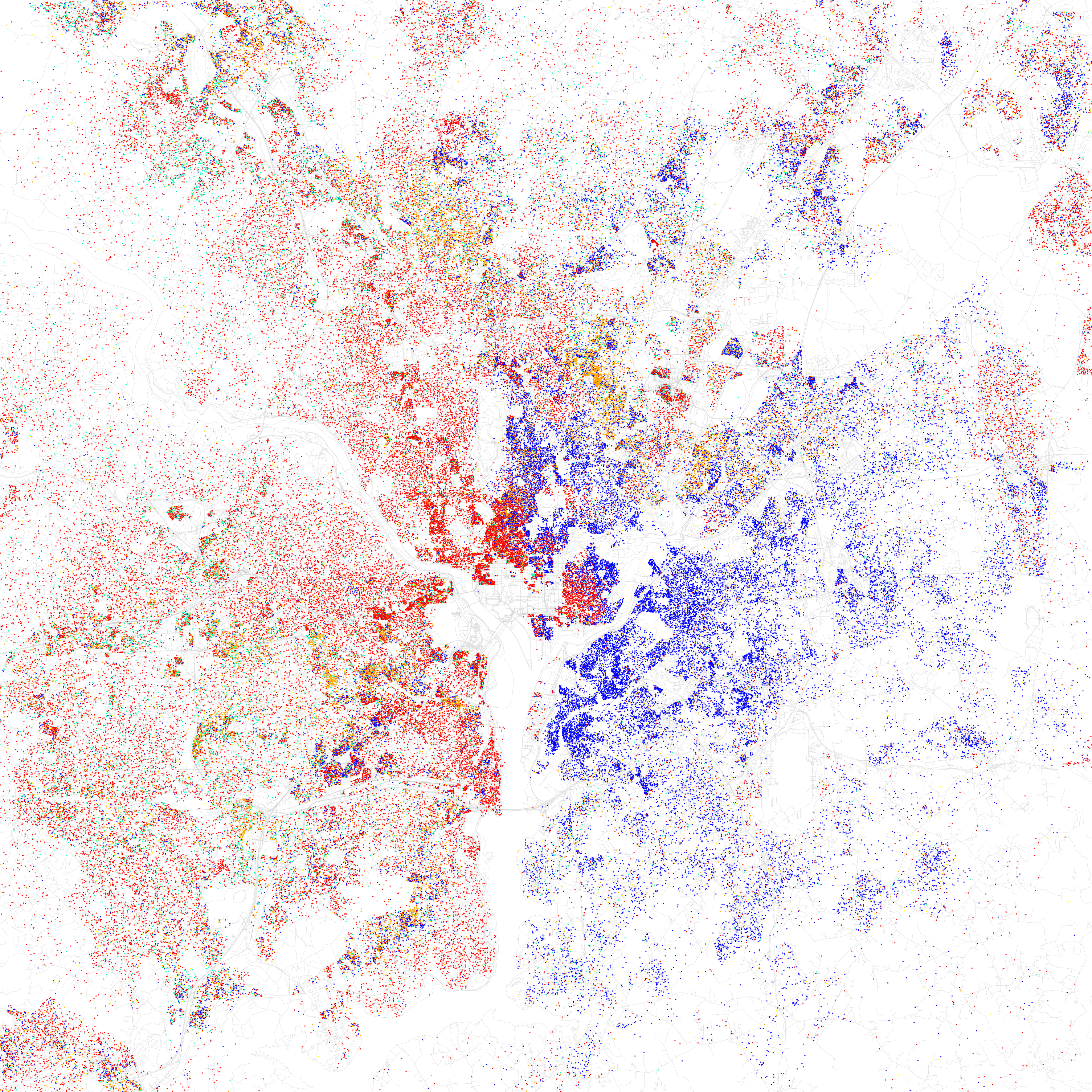
Mapa rasového složení ve Washingtonu, D.C., sčítání 2010. Každý bod představuje 25 lidí: Běloši, Afroameričané, Asiaté, Hispánci nebo Jiní (žlutá)

K červenci 2019 žilo ve Washingtonu, D.C., 705 749 obyvatel. Bílí Američané tvořili 36,8 % obyvatelstva, Afroameričané (černoši) 47,1 %, asijští Američané 4,3 %, američtí indiáni 0,3 %, pacifičtí ostrované 0,1 %, jiná rasa 4,1 % a lidé s údajem dvou a více ras 2,9 %. Obyvatelé hispánského původu, bez ohledu na rasu, tvořili 11 % obyvatelstva. Většina bělošských obyvatel je britského původu, zatímco většina Hispánců má své kořeny v Salvadoru. 83,42 % obyvatel mluví doma pouze anglicky a 9,18 % španělsky. Co se týče náboženství, 72 % populace hlavního města USA je křesťanského vyznání, následují buddhisté (4 %), muslimové (2 %) a židé (1 %).
Nejvíce obyvatel měl Washington, D.C. v roce 1950, kdy měl něco málo přes 800 tisíc obyvatel, poté se v rámci bílého útěku začali běloši stěhovat na předměstí. Washington, D.C. si v 90. letech 20. století vysloužil nelichotivou přezdívku „murder capital“ neboli „hlavní město vražd“, protože měl jeden z nejvyšších počtů násilných usmrcení v poměru na obyvatele v USA, jejichž pachateli byli většinou Afroameričané. I dnes je většina zločinu koncentrována do několika málo černošských čtvrtí. Od 90. let se nicméně situace postupně zlepšuje, probíhá gentrifikace a do města se stěhují běloši.
Celá metropolitní oblast, zasahující i do států Maryland a Virginie, má 5,8 milionu obyvatel. Nalézají se v ní sídliště (mnohdy se statusem Census-designated place) jako Bethesda a North Bethesda a větší počet tzv. residential areas, tedy oblastí pro bydlení zámožných vrstev obyvatelstva.
Více než 90 % obyvatelstva má pokryté zdravotní pojištění, v celých Spojených státech je to druhý nejvyšší údaj. Za tuto skutečnost může rozsáhlý městský program, který občany ke zdravotnímu pojištění nabádá. Tamější obyvatelé rovněž vydělávají průměrně více než rezidenti všech 50 států země. V porovnání s všemi ostatními státy zde rovněž žije nejmladší obyvatelstvo s průměrným věkem 34 let, avšak s nižším podílem dětí. V sídle se pohybují přibližně 4 000 bezdomovců.

## Ekonomika
Washington má rostoucí ekonomiku s jedním z nejnižších čísel nezaměstnanosti a naopak nejvyšší hodnotou HDP v celé zemi (160 472 dolarů, stav 2016). Čtvrtina obyvatel pracuje pro státní instituce, zbytek v soukromých firmách nebo neziskových organizacích.
Velmi důležitou část washingtonské ekonomiky je taky cestovní ruch, ročně město navštíví průměrně 19 milionů turistů. Svou ambasádu má ve Washingtonu skoro 200 států.
Ekonomika roste hlavně v nevládních sektorech jako je školství, finančnictví a věda. Pěti největšími zaměstnavateli mimo vládní organizace jsou Georgetownská univerzita, Univerzita George Washingtona, Washington Hospital Center, Children's National Medical Center a Howardova univerzita.

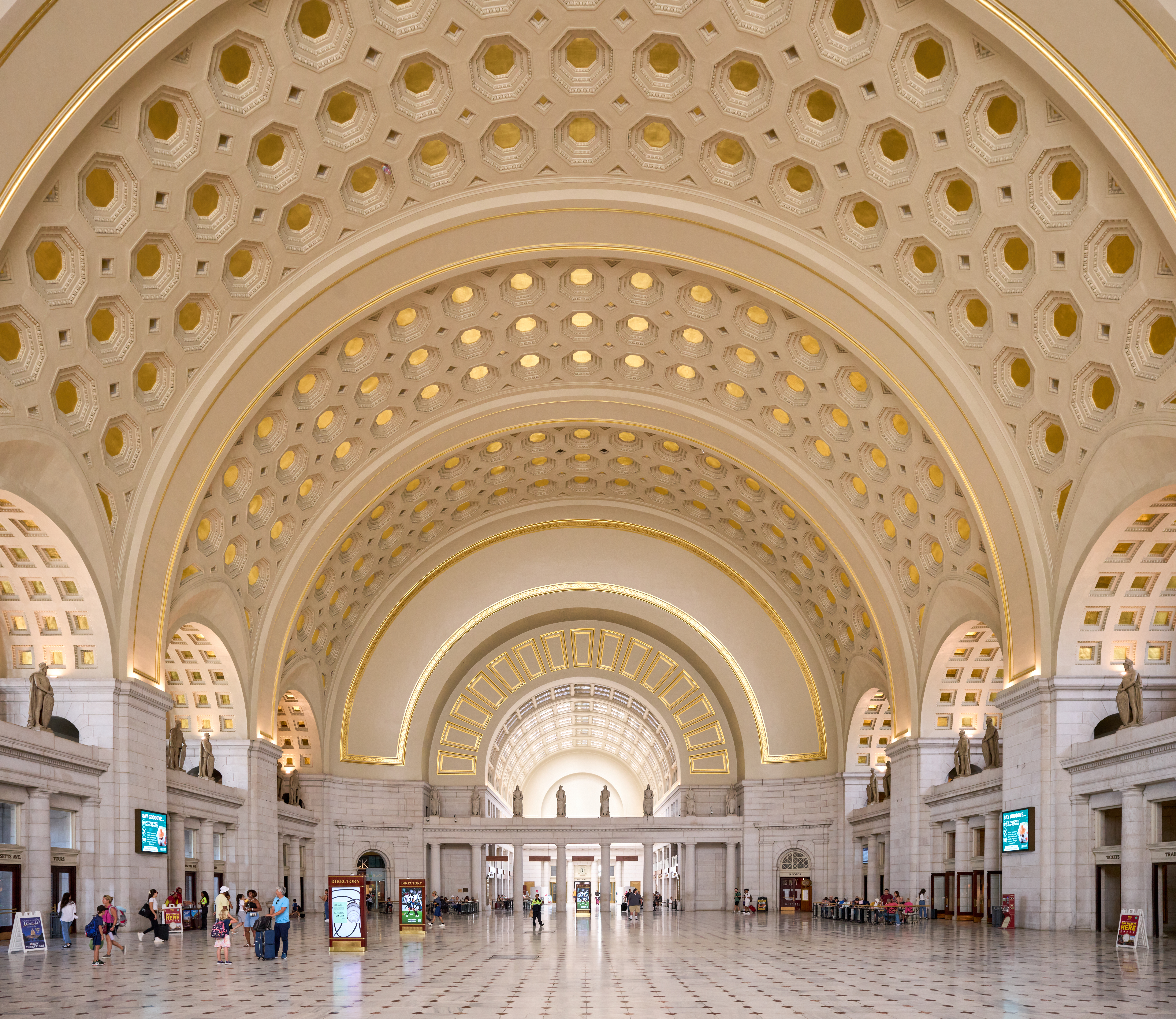
Union Station – hlavní nádraží sídla

## Doprava
Městskou hromadnou dopravu zajišťuje společnost Washington Metro. Páteřní systém tvoří pět linek metra (Metrorail). To je doplněno autobusovými linkami.
Washington, D.C. je také významným železničním uzlem. Hlavní nádraží – Union Station – se nachází nedaleko Kapitolu. Operují zde Amtrak (dálkové spoje), MARC (příměstské spoje – směr Maryland) a VRE (příměstské spoje – směr Virginie).
Kolumbijský okrsek má i velmi dobré silniční spojení se zbytek USA. Prochází tudy například I-95 spojující Floridu s metropolemi východního pobřeží, nicméně páteří silniční dopravy ve městě je mohutný dálniční okruh města označovaný jako Capital Beltway postavený roku 1964.
Co se týče letecké dopravy, Washington, D.C. je napojeno na tři letiště: Ronald Reagan Washington National Airport (DCA) leží na Potomacu nedaleko centru města a zajišťuje vnitrostátní spoje, Washington Dulles International Airport (IAD) se nachází přibližně 40 km západně od centra města a zajišťuje většinu dálkových linek a Baltimore–Washington International Airport (BWI) leží asi 50 km severovýchodně od centra města a slouží jako významná základna nízkonákladových aerolinií. Dále se kolem samotného města nachází speciální vzdušný prostor nazvaný P56, který má tzv. identifikační zónu o poloměru 50 mil, uvnitř ní chráněnou zónu (zapovězenou pro všechny civilní letouny) o poloměru 17 mil okolo Washingtonova monumentu a vnitřní chráněnou zónu o poloměru 3 míle kolem Kapitolu. Tento vzdušný prostor brání stíhačky na základně Andrews, cca 10 mil jižně od města.

## Nejvýznamnější místa

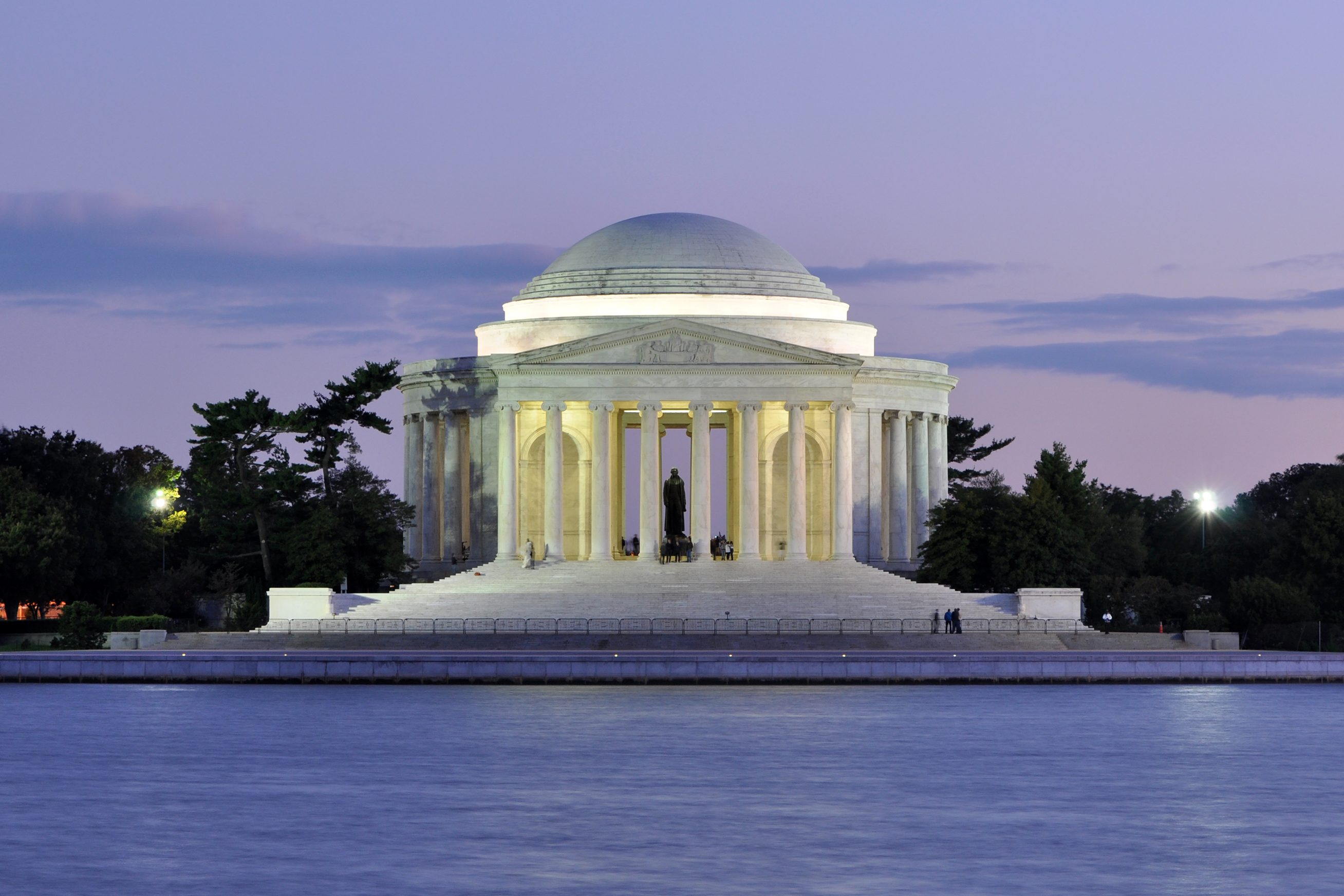
Památník Thomase Jeffersona

### Památníky
- Washingtonův monument – ikona města a nejvyšší budova
- Lincolnův památník – navržen ve stylu antického chrámu
- Jeffersonův památník – novoklasicistní budova
- Památník obětem 2. světové války
- Památník veteránům vietnamské války
- Památník veteránům korejské války
- Památník Franklina Delana Roosevelta
- Památník Martina Luthera Kinga Jr.

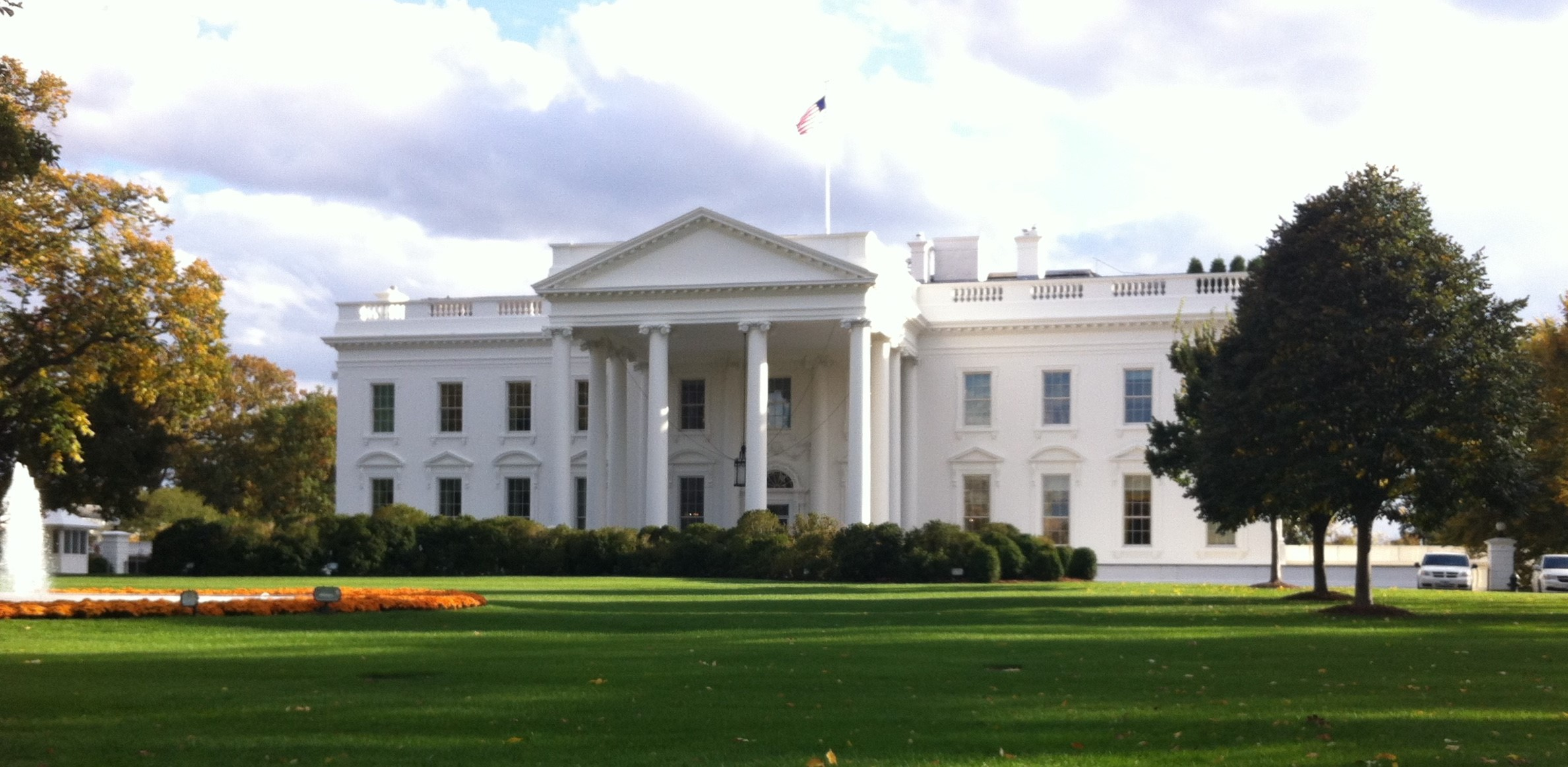
Bílý dům

### Státní instituce
- Kapitol – sídlo amerického Kongresu
- Bílý dům – sídlo prezidenta USA
- Knihovna Kongresu – americká národní knihovna
- Americký národní archiv
- Budova Nejvyššího soudu Spojených států amerických

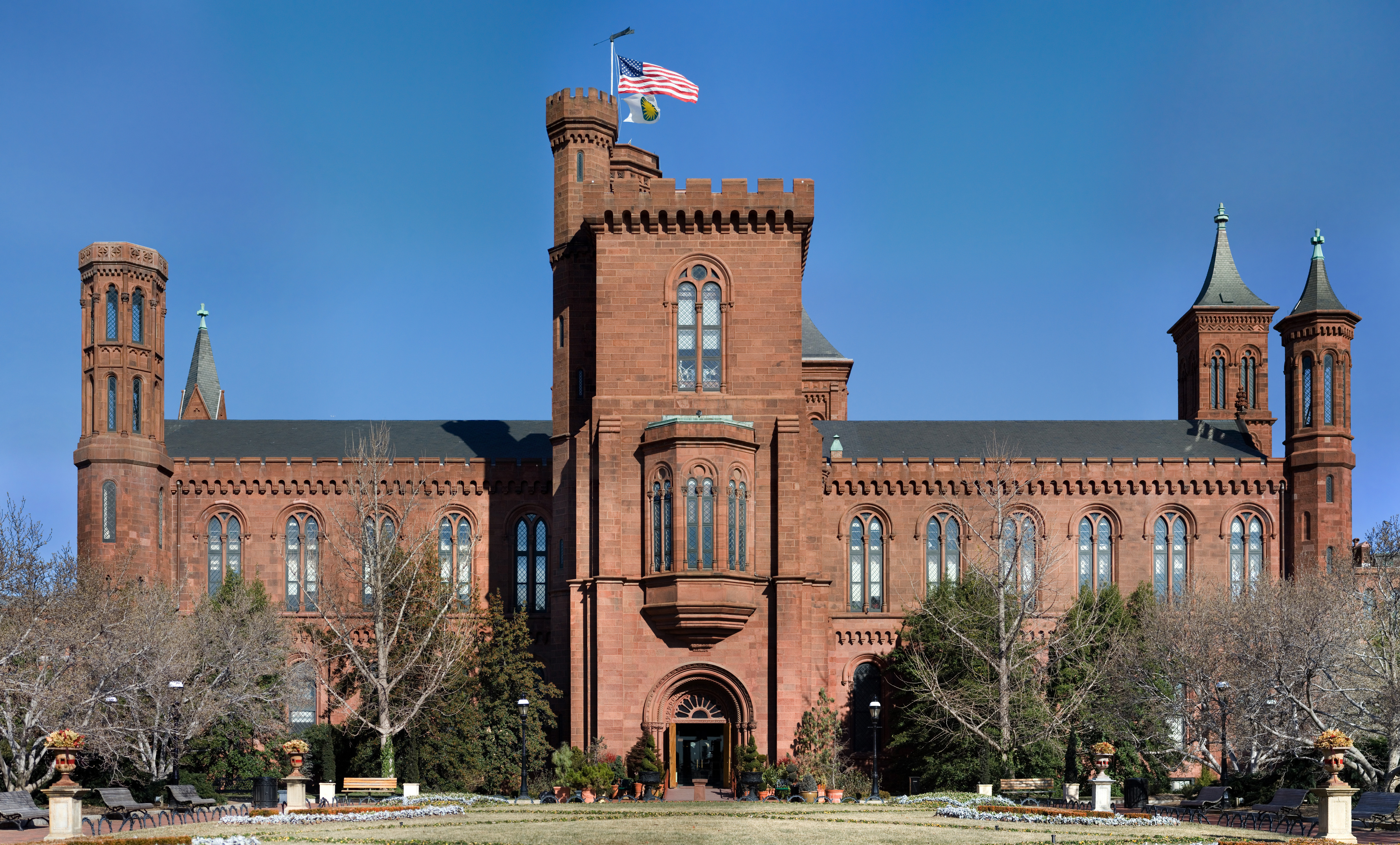
Smithsonian Castle, sídlo Smithsonova institutu

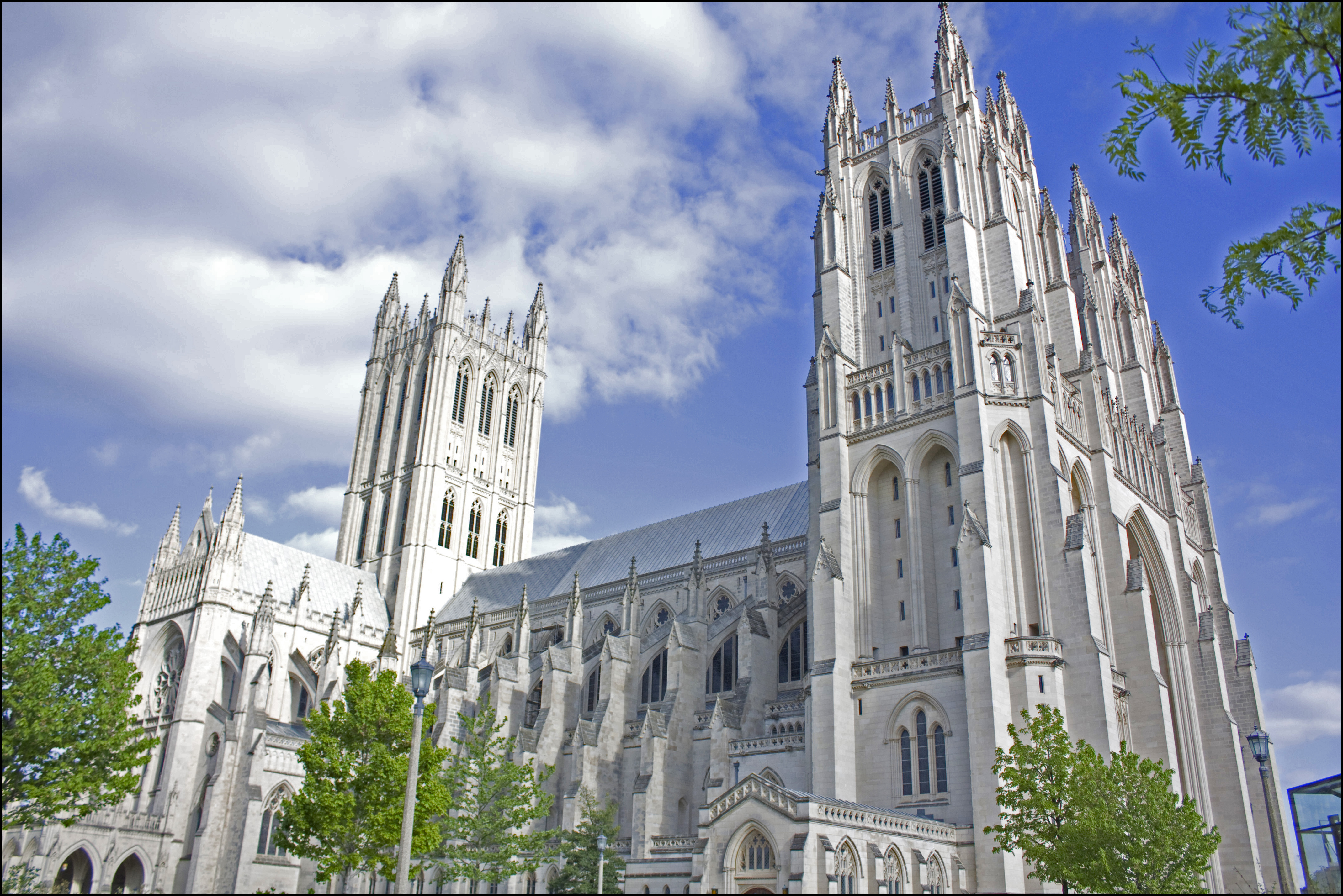
Washingtonská národní katedrála

### Kulturní instituce
- Smithsonův institut – komplex muzeí nejrůznějšího zaměření nacházejících se zejména přímo na National Mallu
  - National Air and Space Museum
  - Národní přírodovědné muzeum
  - National Museum of American History
  - Hirshhorn Museum and Sculpture Garden
  - National Museum of the American Indian
  - Smithsonian National Zoological Park
  - National Museum of African American History and Culture
- International Spy Museum
- Národní galerie
- Národní opera
- Národní divadlo
- Kennedyho centrum

### Další památky

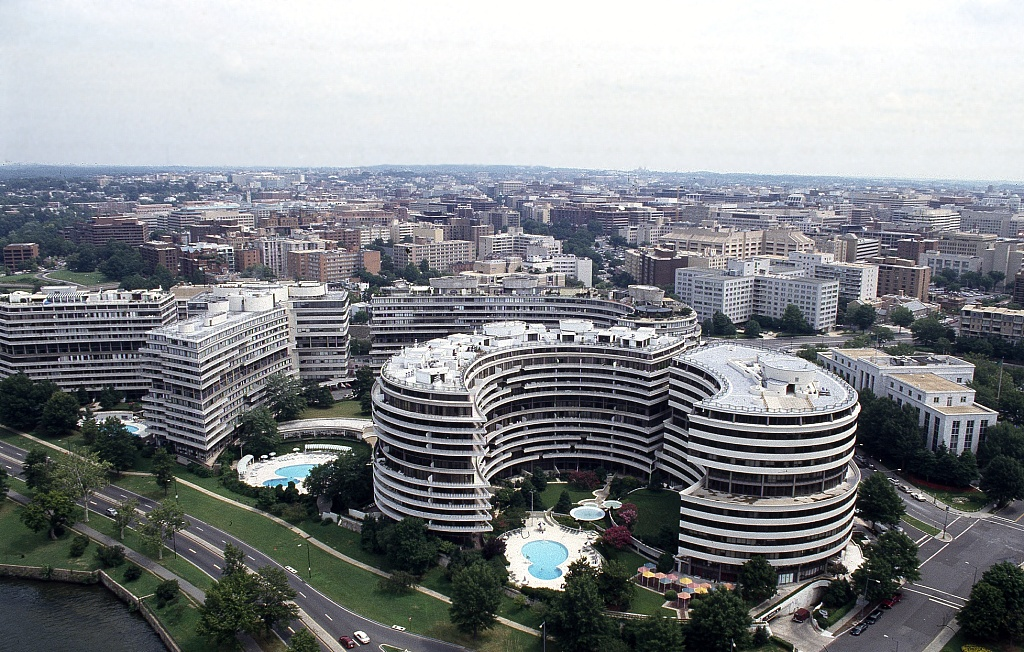
komplex Watergate z výšky

- Bazilika Neposkvrněného početí Panny Marie – monumentální novobyzantská bazilika a největší katolický kostel v Severní Americe s mnoha kaplemi v podzemí včetně České národní kaple
- Washingtonská národní katedrála – novogotická episkopální katedrála s panoramatickými výhledy na město z hlavní věže
- Fordovo divadlo – menší divadlo v centru města, kde byl spáchán úspěšný atentán na Abrahama Lincolna
- Georgetown – malebná historická čtvrť s barevnými koloniálními domky, prestižní univerzitou a schody z filmu Vymítač ďábla
- sídlo Federal Bureau of Investigation
- komplex Watergate – hotelový a kancelářský komplex šesti budov na břehu Potomacu proslavený aférou v roce 1972

## Sport
Washington, D.C. se pyšní čtyřmi profesionálními kluby hrající první ligu. Nejpopulárnějším sportem ve městě je baseball.
- NFL: Washington Commanders (dříve Washington Redskins, sídlí v Landoveru ve státě Maryland)
- MLB: Washington Nationals
- NBA: Washington Wizards
- NHL: Washington Capitals
- MLS: D.C. United

## Osobnosti
- John Philip Sousa (1854–1932), hudební skladatel
- John Foster Dulles (1888–1959), diplomat a politik, ministr zahraničí Spojených států
- J. Edgar Hoover (1895–1972), nejdéle sloužící ředitel americké agentury FBI
- Duke Ellington (1899–1974), jazzový skladatel a pianista
- Shirley Horn (1934–2005),  jazzová zpěvačka a klavíristka
- Marvin Gaye (1939–1984), soulový zpěvák
- Peter Tork (1942–2019), hudebník, klávesista a baskytarista skupiny The Monkees

- Goldie Hawnová (* 1945), tanečnice, herečka a producentka

- Samuel L. Jackson (* 1948), herec
- Al Gore (* 1948), demokratický politik, bývalý viceprezident USA, držitel Nobelovy ceny míru
- William Hurt (1950–2022), držitel Oscara
- Núr al-Hussain (* 1951), bývalý jordánská královna manželka
- Bill Nye (* 1955), popularizátor vědy, moderátor a spisovatel
- John F. Kennedy mladší (1960–1999), novinář, právník a pilot
- Eva Cassidy (1963–1996), jazzová zpěvačka
- Jeffrey Wright (* 1965), herec
- Dave Bautista (* 1969), bývalý profesionální wrestler a herec
- Pete Sampras (* 1971), bývalý profesionální tenista a bývalá světová jednička
- Justin Theroux (* 1971), herec a scenárista
- Dave Chappelle (* 1973), herec a stand-up komik
- Kevyn Adams (* 1974), bývalý hokejový útočník a trenér, držitel Stanley Cupu
- Alyson Hanniganová (* 1974), herečka
- Jon Bernthal (* 1976), herec
- Katherine Heiglová (* 1978), herečka
- Wale (* 1984), rapper
- Blac Chyna (* 1988), modelka
- Kevin Durant (* 1988), profesionální basketbalista hrající v NBA
- Velveteen Dream (* 1995), profesionální zápasník
- Bella Hadid (* 1996), modelka
- Katie Ledecká (* 1997), plavkyně, několikanásobná mistryně světa a olympijská medailistka
- Isabelle Fuhrman (* 1997), herečka
- Robin Montgomeryová (* 2004), profesionální tenistka

## Partnerská města
- Accra, Ghana
- Athény, Řecko
- Bangkok, Thajsko
- Peking, Čína
- Brusel, Belgie
- Dakar, Senegal
- Paříž, Francie
- Pretoria, Jihoafrická republika
- Soul, Jižní Korea
- Sunderland, Spojené království